# Округ Гарфилд (Јута)
Округ Гарфилд (енгл. Garfield County) је округ у америчкој савезној држави Јута. По попису из 2010. године број становника је 5.172.

## Демографија
Према попису становништва из 2010. у округу је живело 5.172 становника, што је 437 (9,2%) становника више него 2000. године.
| Група             | 2000.         | 2010.         |
| Белци             | 4.440 (93,8%) | 4.740 (91,6%) |
| Афроамериканци    | 8 (0,2%)      | 22 (0,4%)     |
| Азијати           | 19 (0,4%)     | 61 (1,2%)     |
| Хиспаноамериканци | 136 (2,9%)    | 234 (4,5%)    |
| Укупно            | 4.735         | 5.172         |